# 1967年女子バスケットボール世界選手権
1967年女子バスケットボール世界選手権は、1967年にチェコスロバキアのプラハで開催された女子バスケットボールの国際大会である。
日本は2大会連続出場で5位に入り、横山アサ子はベスト5に選ばれた。ソ連が3連覇を達成。

## 最終成績
| 1967年世界選手権 優勝国: |
| ------------------------ |
| ソビエト連邦             |

| 順位 | 国               |
| ---- | ---------------- |
| 2    | 韓国             |
| 3    | チェコスロバキア |
| 4    | 東ドイツ         |
| 5    | 日本             |
| 6    | ユーゴスラビア   |
| 7    | ブルガリア       |
| 8    | ブラジル         |
| 9    | イタリア         |
| 10   | オーストラリア   |
| 11   | アメリカ合衆国   |